# 신당중학교
신당중학교(新塘中學校)는 대구광역시 달서구 신당동에 있었던 공립 중학교이다.

## 학교 연혁
- 1994년 4월 21일 : 신당여자중학교 설립인가 (30학급)
- 1995년 3월 1일 : 신당여자중학교 개교 및 초대 이선배 교장 취임
- 1995년 3월 3일 : 제1회 입학식 (8학급 414명)
- 1998년 2월 12일 : 제1회 졸업식 (졸업생 428명)
- 1998년 5월 15일 : 학교운동경기부 태권도부 창단 (선수 9명)
- 2002년 9월 26일 : 6개 교실 및 급식소 완공
- 2003년 3월 1일 : 신당중학교로 교명 변경
- 2005년 4월 17일 : 강당(한울채) 완공
- 2005년 4월 26일 : 강당 '한울채' 개관식
- 2022년 9월 1일 : 제13대 신만철 교장 취임
- 2022년 1월 27일 : 제25회 졸업식(졸업생 59명, 졸업누계 7,559명)
- 2022년 3월 2일 : 제28회 입학식(신입생 34명)
- 2024년 1월 5일 : 제27회 졸업식
- 2024년 2월 29일 : 29년만에 폐교

## 참고 자료
- 신당중학교 - 한국교육학술정보원 학교알리미